# Rafał Dutkiewicz
Rafał Franciszek Dutkiewicz, né le 6 juillet 1959 à Mikstat (Grande-Pologne), est un homme politique polonais Maire de Wrocław, capitale de la Basse-Silésie et quatrième ville de Pologne (2002–2018).

## Biographie
Rafał Dutkiewicz est dans sa jeunesse un militant du mouvement scout polonais (membre de la direction nationale) et coordinateur de la semaine catholique de Wrocław.
Pendant l'état de siège en Pologne (1981-1983), il exerce des responsabilités dans les structures clandestines du syndicat Solidarność.
En 1982, il obtient un diplôme d'ingénieur (mathématiques appliquées) de l'École polytechnique de Wrocław. Il poursuit des études doctorales à la faculté de philosophie de l'Université catholique de Lublin et soutient  en 1985 une thèse intitulée Recherche sur les tableaux sémantiques de Beth (Z badań nad metodą tablic semantycznych Betha). Il est de 1985 à 1992 chargé de cours à l'Université catholique de Lublin et à l'École polytechnique de Wrocław.
Il poursuit son engagement politique et social au moment des négociations amenant au changement politique de 1989 étant secrétaire puis président de la section régionale du comité civique (branche politique de Solidarność.  Il se présente à plusieurs élections nationales (1991, 1993) sans être élu. Avec Grzegorz Schetyna, il crée la station Radio Eska.
Parallèlement il crée la filiale polonaise de Signium International (recrutement de cadres) et la dirige.
En 2002, il est élu à la tête de la ville de Wrocław avec le soutien de Bogdan Zdrojewski qui avait dirigé la ville de 1990 à 2001 (avant de devoir renoncer après son élection comme sénateur) et de la PO. Il bat largement son opposante Lidia Geringer de Oedenberg de l'Alliance de la gauche démocratique (SLD), directrice de l’Orchestre philharmonique de Wrocław et du festival Wratislavia Cantans).
Il est réélu - comme candidat indépendant des partis politiques nationaux - avec des scores très élevés au suffrage direct dès le premier tour en 2006 (84,53%) et 2010 (71,63%). Il dispose aujourd'hui d'un parti propre, la Basse-Silésie citoyenne (ODS), qui a la majorité des élus au conseil municipal et un groupe à la diétine régionale.
C'est sous son mandat que Wrocław est une des villes hôtes de l'Euro 2012 et est désignée Capitale européenne de la culture pour 2016.

## Distinctions et décorations
Rafał Dutkiewicz est titulaire de nombreuses décorations et distinctions polonaises et étrangères, notamment :
- Croix d'Officier de l'Ordre Polonia Restituta
- Ordre de l'Étoile de la solidarité italienne
- Ordre royal de l'Étoile polaire (Suède)